# ジャイアントロボ THE ANIMATION -地球が静止する日
『ジャイアントロボ THE ANIMATION -地球が静止する日』（ジャイアントロボ ジ・アニメーション ちきゅうがせいしするひ、英表記：GIANT ROBO THE ANIMATION -THE DAY THE EARTH STOOD STILL）は、日本のOVA作品。1992年から1998年まで、5年半にわたり全7話が発売された。
メディアミックスとして漫画・小説・テレビゲーム化された。外伝として3作のOVAとCDドラマ1作がある。
横山光輝原作の『ジャイアントロボ』を原案とし、主人公・主役機体もそこから流用している。スター・システムにより横山光輝作品の様々なキャラクターが登場するが敵味方の設定は原案と一致せず、もともと善玉の主人公であるバビル2世が敵首領「ビッグ・ファイア」になっているといった点がある。
2007年製作の『GR-GIANT ROBO-』も原作を同じくするが直接的なつながりはない。

## あらすじ

### Episode:1 黒いアタッシュケース
来るべき近未来。完全無公害・完全リサイクル可能な夢のエネルギー源、シズマドライブの恩恵で、人類は未曾有の繁栄のときを迎えていた。しかしその裏側では、世界征服を企む秘密結社BF団と、BF団を阻むために組織された国際警察機構がしのぎを削っていた。草間大作少年もまた、国際警察機構のエキスパートであり、史上最強のロボット・ジャイアントロボを操り、BF団と闘ってきた。
嵐の古城に集まった4人、BF団のエージェント幻夜・呼炎灼・衝撃のアルベルト・オロシャのイワン。彼らの前に黒いアタッシュケースは2つ、作戦の遂行にはもう1つのアタッシュケースの奪還が必要だった。
夜の南京にて、BF団のエージェントに追われているシズマドライブの発明者・シズマ博士を銀鈴、鉄牛は救助するが、BF団の怪ロボット維新竜・暁に追い詰められてしまう。あわやという時、貨物船から草間大作の声とともにジャイアントロボが現れ、維新竜を撃退した。シズマ博士は黒いアタッシュケースを抱えており、その中には一本のシズマ管のサンプルが収められていた。
同じ日、パリでは、市街地が円形に隆起し、エネルギー停止現象が観測される。それはシズマドライブの開発過程で起きた大事故「バシュタールの惨劇」に酷似していた。現場に駆け付けた国際警察機構パリ支部のエキスパート・村雨健二は、シズマドライブの共同発明者達の死体と、バシュタールの惨劇の元凶とされる科学者・フォーグラー博士を目撃する。
国際警察機構北京支部の中条長官・呉用に保護されたシズマ博士は、何かに怯え口をつぐんだままだった。翌晩、北京支部はシズマ博士とサンプルの奪還を狙うBF団十傑集・衝撃のアルベルトと呼炎灼の襲撃を受ける。九大天王の戴宗がアルベルトを足止めしている隙に、大作・呉用・銀鈴・鉄牛はシズマ博士を連れて支部を脱出するが、彼らの前にBF団の怪ロボット・ウラエヌスが立ちはだかる。

### Episode:2 バシュタールの惨劇
草間大作の危機的状況にジャイアントロボの緊急システムが発動し、怪ロボット・ウラエヌスを急襲するが強力なバリアに全く手が出ない。窮地の戴宗のもとにも楊志・一清道人が助っ人に入り、アルベルト・呼炎灼を退ける。
大作を人質に取りサンプルを手にしたオロシャのイワンは、何も知らない大作に「バシュタールの惨劇」の史実を語る。
約10年前シズマドライブ開発チームの一人であったフォーグラー博士が功を焦って実験を強行、シズマドライブの実験炉心が暴走し、バシュタール公国全土を蒸発させてしまった、さらにその後・・
イワンの言葉を遮るようにシズマ博士はサンプルを奪い、乗ってきた車のエンジンを使いアンチ・シズマフィールドを発生させ、周囲はおろか北京中の電力を消失させてしまった。
パリの２本のサンプルも影響を受けてしまったため、幻夜は作戦を早めて大怪球フォーグラーを浮上・起動させた。パリに現れたフォーグラー博士は全世界に「シズマドライブへの復讐」を宣言した。
北京中の電力が消失し、ウラエヌスも起動を止めた中、ジャイアントロボのみが影響を受けずイワンを捉える。銀鈴がサンプルを外しアンチ・シズマフィールドを解除すると、イワンは隙を突いてウラエヌスの頭部で、ジャイアントロボの追撃砲をかわし海中へ逃げ去った。
イワンに撃たれて虫の息になったシズマ博士は、贖罪しジャイアントロボと草間大作が大怪球フォーグラーを止める切り札だと語り息を引き取った。ジャイアントロボの動力源はシズマドライブではなく、旧世代に封印された原子力だった。

### Episode:3 発令! 電磁ネット・ワイヤー作戦 上海に墜つ…
国際警察機構はBF団を辛うじて撃退するが、シズマ博士はBF団のエージェントに撃たれ、大作の目の前で息絶える。一方、欧州と北アメリカの主要都市を沈黙させた大怪球は、太平洋を渡洋して東アジアに接近する動きを見せる。エキスパートの呉学人は、大怪球は地球最後の油田・上海油田を狙うはずと推理し、上海で大怪球を迎え撃つ電磁ネット・ワイヤー作戦を立てる。しかし、九大天王の中条長官は、作戦への鉄牛と大作、そしてジャイアントロボの参加を認めず、硬式飛行船グレタ・ガルボで梁山泊に向かうよう命じる。納得のいかない大作は中条長官に食ってかかる。「今さらロボの原子力が怖いっていうんですか？」ジャイアントロボは原子力で動いていたのだ。シズマドライブの普及した今日、強力だが危険なエネルギー源である原子力は地上からほぼ廃絶され、BF団さえ放棄している。しかし、国際警察機構だけはジャイアントロボの動力源を秘匿し、BF団との戦いに投じてきた。大作は考える――。シズマドライブに頼っていないジャイアントロボなら、大怪球と戦えるはずだ。でも、もし戦えば動力源の秘密が世界中にばれてしまう。中条長官はそれを恐れているのかもしれない。
呉学人の予想は的中し、大怪球は上海に上陸する。戴宗たちは電磁ネット・ワイヤー装置で大怪球を捕獲し、電磁気の反発力で宇宙に放り出そうと試みるが、突如出現したウラエヌスに装置を破壊される。作戦が危機に瀕したそのとき、グレタ・ガルボが上海上空に現れ、ジャイアントロボを投下する。鉄牛と大作が中条長官の命令を無視し、駆けつけてきたのだ。ジャイアントロボはウラエヌスを撃破し、戴宗たちの危機を救う。しかし、シズマ博士の敵討ちにはやる大作は、戴宗と銀鈴の制止に構わず、大怪球に挑みかかる。ジャイアントロボは大怪球に鉄拳を放つが、その拳は無残に砕け散った。

### Episode:4 豪傑たちの黄昏 〜勝利の鐘、未だ響かず〜
大怪球フォーグラーに右腕を砕かれ上空から墜落して動けなくなったジャアントロボと草間大作。救助に向かった一清道人・銀鈴は、サンプル奪還を狙った幻夜・アルベルトを退け、銀鈴の命を削ったテレポーテーションで難を逃れる。ジャアントロボを大怪球から逃がすため、戴宗は発動中の電磁ネットワイヤー装置を守りつつアルベルトと雌雄を決したが、上海油田とともに命を散らした。
なんとかグレタ・ガルボで上海を逃れた国際警察とジャアントロボを、呼炎灼とフォーグラー博士に化けた幻夜が襲う。戴宗から草間大作を託された青面獣の楊志は、呼炎灼の猛攻から仲間たちを守るため命を捨てて、グレタ・ガルボのコックピット部位を分離させた。

### Episode:5 真実のバシュタール！ 〜過ぎ去りし少年のあの日々…〜
グレタ・ガルボは雪深いカラコルム山脈に墜落した。鉄牛・銀鈴はサンプルの入ったアタッシュケースとともに無事だったが、草間大作は幻夜に囚われてしまう。墜落のショックでうなされる大作は、草間博士の最後・託された願いとジャアントロボ・眩惑のセルバンテス操るGR2との初陣を回想した。
幻夜にサンプルと大作との人質交換のため呼び出された鉄牛と銀鈴は、呼炎灼の猛攻に奮戦虚しく追い詰められてしまう。幻夜の正体はフォーグラー博士の息子、銀鈴＝ファルメールの兄エマニュエルだった、彼はバシュタールの惨劇の真実を語った、事故を起こし暴走したのはフォーグラー博士ではなくシズマ博士たちだった。
シズマドライブの完成のため汚名を着せられ死んでいったフォーグラー博士、父の望みを兄妹で叶えようと話す幻夜だが、銀鈴は納得できなかった。巨大メカ・ギャロップを繰り出す幻夜に、手負いのジャアントロボが襲いかかる。BF団をなんとか退けた草間大作たちは、ヘリコプターで現れた呉用率いるエキスパートに救助された。事の顛末を見ていたアルベルトは、幻夜を糾弾するものの、彼の凶弾に倒れる。

### Episode:6 罪と罰 〜全てはビックファイアのために〜
大怪球のシズマドライブ停止は、BF団各国支部にも大きな被害を与えた。十傑集の樊瑞らはアルベルトの娘サニーを証人に、十傑集裁判で幻夜を問責し捕縛に動くが、諸葛亮孔明と突如現れたビッグ・ファイアと三つの護衛団に逆に捕らえられてしまう。
国際警察機構の総本山「梁山泊」では、聖アーバーエー防衛のため手薄になったところに、十傑集のマスク・ザ・レッド、怒鬼、ヒィッツカラルドの襲撃を受ける。村雨健二・呉用・草間大作＝ジャイアントロボらが銀鈴とサンプルの守備にあたるが、BF団の猛攻につぎつぎと倒されてしまう。
その頃大怪球は、人類の最後の砦である聖アーバーエー（かつてのバシュタール公国）に進撃し、静かなる中条が刺し違えようと命懸けの大技を繰り出したその時、昏睡中だった銀鈴が目覚めて、梁山泊総本山ごと聖アーバーエーへテレポートするのであった。

### Last Episode 大団円 〜散りゆくは、美しき幻の夜〜
聖アーバーエーの上空に現れた梁山泊総本山。混乱の最中、銀鈴は最後のサンプルを持って草間大作に別れを告げ大怪球へ消えた。銀鈴の気持ち・国際警察機構の意図を理解できない大作は苦悩し立ち尽くしてしまう。
大怪球の最終進撃に聖アーバーエーの防衛施設も壊滅寸前になったその時、大作は自分の意思（草間博士に対する思い）で立ち上がりジャイアントロボを起動せさて大怪球を押し戻した。大怪球の反撃により動かなくなったジャイアントロボのもとへ車を走らせる大作、彼を捕えようとする血風連と護衛する国際警察機構が激しい戦闘になるも鉄牛の助けでたどり着いた草間大作は破壊されたロボの左目に入りジャイアントロボの一部となった。大怪球の最後の猛攻に衝撃のアルベルトの命懸けの支援を受けて、ジャイアントロボの全火力を持って大怪球を停止させた。万策つきた幻夜のもとに現れた銀鈴。妹の命までも奪い、3つ揃えたサンプルで幻夜は大怪球を最終発動させた。
地球の最後と思われた瞬間、世界中のシズマドライブが復活し地球の夜に光が戻った。フォーグラー博士の意図は「シズマドライブを根絶し地球を停止させることではなく、シズマドライブの欠陥を3つのサンプルの力で修復し地球を救うこと」だった。愕然とする幻夜は草間大作に過大な親の遺産の恐ろしさを語り、大怪球とともに宇宙に消えた。
ビッグ・ファイアを偽装したうえ作戦に失敗した諸葛亮孔明は、樊瑞ら十傑集に責められるが、臆することなく「GR計画」の発動を宣言するのであった。そして目覚める本物のビッグ・ファイア、BF団と国際警察機構・草間大作とジャイアントロボは、最終章「バベルの篭城編」に向かうのであった、戦いはつづく。

## 構想上のエピソード
今川監督の考えでは、本来の『ジャイアントロボ』は、全26話に相当する以下のエピソードから構成されている。誕生編およびドミノ作戦編は過去の出来事として、バベルの篭城編は今後起きる出来事として本編で語られており、その意味では未完である。そのためファンから続編を望む声も多いが、現時点において制作予定はない。
- 誕生編〜白昼の残月〜
- ドミノ作戦編
- 大作暗殺計画〜カナーリの牢獄編
- 少年探偵金田一正太郎登場編
- 史上最大の作戦〜韓信対孔明編
- アイヌ・琉球秘宝編
- 動く大陸編
- 3日間の少年編
- 7つの影法師編
- 地球静止作戦編（本作）
- バベルの篭城編 - 2011年に『チャンピオンRED』（秋田書店）にて、『ジャイアントロボ バベルの籠城』の連載が開始された。

## 作中用語
国際警察機構
BF団に対抗すべく設立された国際機関。創始者は托塔天王・晁蓋。『地球の燃え尽きる日』では国際警察連合になっている。総本山は「梁山泊」。
エキスパート
国際警察機構に所属する秘密捜査員。厳然たる格差があるBF団のエージェントとは違い、別格扱いの九大天王以下、指南役などの役目はある（設定ではB級エキスパートという区分も確認されている）。通常エキスパートになるためには、梁山泊で厳しい鍛錬を積む必要がある。組織内では、コードネームが使われている。
九大天王（きゅうだいてんのう）
エキスパートの中でも最強の能力を持つ傑出したメンバーの尊称。十傑集と唯一対等に戦える存在とされているが、戴宗以外は後方に控えており、作中で登場し、戦ったのは戴宗と中条長官のみ。中条長官も真の能力を発揮せず、残りのメンバーは姿すら見せていないため、謎に包まれている。『地球の燃え尽きる日』では、第1話にして全員が集合している。十傑集側は十人に対し、九大天王側は九人、これは幻惑のセルバンテスがドミノ作戦で欠けて十傑集が9人になった後に、九大天王が結成されたためである。

BF団（ビーエフだん）
「ビッグ・ファイア団」の略。ビッグ・ファイアを頂点にした謎の組織。世界征服が目的とされるが、ビッグ・ファイアの真意がつかめず実態は不明である。謎の先進科学やそれを用いたロボットを所持しているため、国際警察機構は後れを取っている。漫画版における構成員の合言葉は「我らがビッグ・ファイアのために」、アニメおよび小説版では「我らのビッグ・ファイアのために」。
エージェント
BF団に所属する工作員。それぞれが特殊能力を持ち、十傑集以下、実力によりA級・B級・C級に分けられている。階級による上下関係は厳しいが、あくまでも実力制である。ただしビッグ・ファイアには絶対的な忠誠を誓っているため、彼の命令により、孔明が階級に関係なく作戦を指示する事も多い。十傑集からB級エージェントまでは服装は自由だが、C級エージェントは「敵（目撃者）に出会った時に、確実に始末できないから」との理由により、覆面の常時着用を義務付けられている。エキスパートたちと同じく、コードネームで呼び合う。
十傑集（じっけつしゅう）
BF団の超A級エージェントたちの尊称。『地球の燃え尽きる日』では十傑衆になっている。様々な特殊能力を持ち、その力は強力無比。上半身をまったく動かさずに超高速移動する、空を飛ぶなどを当たり前のように行うだけの身体能力も持ち合わせている。作戦を問わず勇猛果敢に戦いへ赴く。一方、個々の個性が強すぎるために馬が合わない者同士で協力し合うことはなく、それぞれ独立して動く事が多い。しかし一人でも他を圧倒する実力ゆえに、国際警察機構の中でも唯一九大天王のみが対等に戦えるとされる。「十傑集裁判」という制裁を執り行えるという。
GR計画（ジーアールけいかく）
GRシリーズのロボットを開発する計画。草間博士が開発・設計を担当した。本来の目的はまったく別にあり、BF団はそれを達成するために設立されたと言っても過言ではないという。GR2・3に搭載されている動力源がその鍵を握っているらしい。作戦実行に当たって十傑集が持ち回りで任務を担当する必要があり、また諸葛亮によれば、地球静止作戦すらこの前哨に過ぎないという。

シズマドライブ
完全リサイクル可能で、完全無公害なエネルギー源。フランケン・フォン・フォーグラー博士、シズマ・ド・モンタルバン三世博士、Dr.ダンカン、シムレ教授、ドクトル・トランボの五人からなる専任研究チームによって開発され、「第三のエネルギー革命」と呼ばれた。大は大型工業プラントや大型旅客機、身近なところでは自動車や家電製品、小さいものではライターにまで使用されている。
外観は、両端がキャップで閉じられた透明なガラス管に、青い透明な液体を満たしたもの。管の中心には赤い玉状の「シズマ中心核」が浮かんでいる。稼働中は中の液体が赤くなる。その外観から、シズマ管（シズマかん）とも呼ばれる。
一定のエネルギーを出し切った後でも、リサイクルすれば再びエネルギーを発生させることができるようになる。
未完成なシズマドライブが取り返しのつかない災厄をもたらす可能性を予言し、実験中止を要求したのはフォーグラー博士だけであった。この予言は的中し、実験炉は壊滅的な状況をもたらし、一国を消滅させるバシュタールの惨劇を引き起こしたにとどまらず、全世界に「エネルギー中和」というエネルギー停止状態をもたらし、あらゆるライフラインを停止させ大混乱をもたらした。この事件の全責任はフォーグラー博士にあるとされた。フォーグラー博士失踪の後、シズマ博士を中心とする研究班によりシズマドライブは完成を見る。
しかし、シズマ博士を中心とした研究班が構築した理論に基づいて作られたシズマドライブには、致命的な欠点があった。このシズマドライブは使用する度に特殊分子 を発散させ、これが一定の濃度に達すると突如として酸素と結合する性質を持ち、地球上の全酸素を失わせる危険性があったのである。フォーグラー博士はシズマ管を一目見るだけでこの欠点に気付き、後述のアンチ・シズマドライブを急遽開発する。
今川泰宏のアイデアにより『スペース1999』の「クエラードライブ」からインスパイアされている。今川は名称もそのまま使おうとしていたが変更された。
アンチ・シズマドライブ
シズマドライブのみの働きを止めるシステム。シズマドライブを見て愕然としたフォーグラー博士が死の間際に開発し、息子のエマニュエルに託した。3本揃った状態で作動させることによって、シズマドライブの欠点を補う中和剤となるものだったが、逆に3本揃っていない状態で作動させてしまうと、エネルギー静止現象を引き起こしてしまう。外観は、液体の色が透明な緑である以外は、シズマドライブと同じ。ファンからの愛称は「（わしの）梅サワー」（『鉄腕GinRei』より）。
保管・輸送に使われるアタッシュケース内には、黄緑系の蛍光色の液体が循環する補機類がある。
アンチ・シズマフィールド
シズマドライブに1ないし2本のアンチ・シズマ管を用いることによって発生させる現象。その中では、シズマ中心核が異常反応を起こして液体が外部に噴出・破壊され、エネルギー停止現象を引き起こしてしまう。ここで、シズマドライブにほぼ全エネルギー源を求めていた世界は、パニックに陥ることになる。
バシュタール公国
東ロシアに位置していた小公国。ベルギーで開発されたシズマドライブの実験炉心が設置されたが、開発チームの一人であったフォーグラー博士が功を焦って実験を強行したとされる。その際、不完全だったシズマドライブが暴走し、バシュタールを蒸発させてしまうという事件、バシュタールの惨劇が起こった地である。その後7日間にわたって地球上の全エネルギーを中和（停止）するという、後に「バシュタール現象」と命名された副作用を生み出し、すべてのライフラインが寸断され、地球の全人口の3分の1が死に至ったという。バシュタールにおける生存者はシズマ博士を含む開発チームの科学者の他、ごく少数であった。この実験から得られたデータにより、シズマドライブを完成させることに成功したというのが一般的な通説であるが、本編劇中では、バシュタールの惨劇の真実が判明する。
事故後10年が経過したその地は「聖（セント）アーバーエー」と呼ばれ、世界の大部分の電力を賄うためのシズマドライブを使った巨大発電所として再利用され、近々稼動することになっていた。また、第1話のイワンの自動車内ではそのことに触れたラジオニュースが流れている。

## 登場人物
草間大作
声 - 山口勝平
主人公。ジャイアントロボの操縦者となった少年。
銀鈴
声 - 島本須美
ヒロイン。国際警察機構のエキスパートの1人。
黒旋風の鉄牛
声 - 飯塚昭三
エキスパートの1人。
神行太保・戴宗
声 - 若本規夫
国際警察機構・九大天王の1人。

## 登場するメカ・巨大生物など

### 国際警察機構
ジャイアントロボ (GR1)
作品世界では禁断の動力源とされる原子力で稼働する汎用型巨大ロボット。最終決戦時には外部電源（アンチ・シズマフィールドで暴走する聖アーバーエーシズマドライブ発電所メイン炉心から潤沢に有線・無線で供給される電力）も併用。原案は『ジャイアントロボ』に登場した同名のロボットだが、デザイン担当者は同作・特撮版の“記憶”とシュワルツェネッガーをイメージに制作した。
原案と比較すると、腕や足が大幅にボリュームアップし、精悍な顔つきになっている。武器はその剛力から放たれるパンチやキック、普段は背部に収納されているロケットバズーカなど、全身に収納された火砲類。防御は主にその重装甲に依るようだが、第3話でのウラエヌスとの戦闘の際にバリアーを使用している。また、胸部にはワイヤーアンカーを備える。大作は単に「ロボ」と呼び、彼の持つ腕時計型コントローラーで操縦される。操縦する時は、大作は通常ロボの顔側面にあるはしごに掴まっている。普通に考えれば振り落とされてしまいそうだが、どうやって安全を確保しているか、またどんな安全装置があるかは不明。なお、コントローラーには大作の声紋が登録されているため、彼以外には操縦できない仕組みになっている。操縦者の無事を最優先させるプログラムにより、大作が絶体絶命の状況に陥ったときは通常の50倍以上のパワーで行動することができる。背部のロケットエンジンを使い、飛行する。目から涙のような二次冷却水や、鼻から鼻血のようなガソリンを出すこともある。第2話では無力化ガスを撃ち出すシーンもある。
硬式飛行船グレタ・ガルボ
著名な女優の名を冠した国際警察機構の飛行船。唯一ジャイアントロボを空輸できる。内燃機関を利用したサブ動力源を装備しているため、アンチ・シズマフィールド内での活動も可能。内部には2人乗りの戦闘ヘリ、混江竜（こんこうりゅう）、撲天鵰（はくてんちょう）、玉麒麟（ぎょくきりん）が収納されている（いずれも『水滸伝』のキャラクターのあだ名より）。上海での戦闘により、本体は楊志と共に自爆。コクピットはその前に分離され、大作たちを乗せて離脱したが、カラコルム山脈に墜落した。ニュータイプ100%コミックス版では、同系機に「マレーネ・ディートリッヒ」、「マリア・カラス」が存在する。原案はそれぞれの該当項目を参照のこと。『地球の燃え尽きる日』では、『バビル2世』に登場するV号をモチーフとした同名の爆撃機が登場した。
電磁ネットワイヤー発生装置
大怪球を捕獲するために用意された装置。自走式で、シズマドライブの他に内燃機関を搭載している様子がうかがえる。鉄牛曰く「年代物」、呉用曰く「シズマドライブとは無関係」、戴宗曰く「バシュタールの時も暴走するエネルギーを静めた」ということから、バシュタールの惨劇以前から存在した装置であることが推察できる。
双尾蠍救助隊ヘリ
梁山泊に配備されたヘリ。大作たちを救助するため、呉学人、花栄、黄信たちを乗せカラコルムへ派遣された。双尾蠍とは劇中にも登場する水滸伝のキャラクター、解宝のあだ名から。
ワン・ゼロ・ワン
国際警察機構が所有する偵察衛星。原案は『その名は101』。
28号
ノベライズ版に名前のみが登場した、日本支部のロボット。原案は『鉄人28号』。なお、『鉄腕GinRei』には鉄人28号によく似たロボットが登場している。
GinReiロボ TYPE-1（ぎんれいロボ タイプワン）
『鉄腕GinRei』に登場。国際警察機構が秘密裏に開発していたもう1つのGR。銀鈴の毛穴の一つ一つまで立体スキャンをかけて製作された。一度設定してしまうと操縦者の変更が出来ないという、GR1の音声認識システムの欠点を補うため、チャイナドレス認証が採用された。
GinReiロボ TYPE-2（ぎんれいロボ タイプツー）
『鉄腕GinRei』に登場。GinReiロボ TYPE-1がピンチの時に変形合体したもの。パワーはTYPE-1の50倍、スピードは100倍である。茶髪・Tバックでボディはピンクと青のツートンカラー。
シルバーバード
CDドラマ『FINAL FIGHT』に登場したGinReiロボの最終変形フォーム。鳥の形をしていて、ブルーフラワー団の四身合体ズーマーを倒した。

### BF団
（※）があるものは、本編においてはオープニングのみ登場。
大怪球フォーグラー（だいかいきゅうフォーグラー）
正式名「大怪球フランケン・フォン・フォーグラー」。アンチ・シズマドライブで稼働する球形の怪ロボット。外観は巨大な一つ目を持つ黒い球体。原型はバシュタールの惨劇を引き起こした実験用シズマ炉心。今作で幻夜が操っているのはそのレプリカであり、強力なアンチ・シズマ・フィールドを発生させる事ができる。パリを破壊し、大西洋を横断。アメリカでエネルギー停止現象を起こした後、太平洋を越え上海油田を爆破して周囲一帯を壊滅させた。さらに聖アーバーエーに乗り込んだが、最終話で目玉部分にロボのロケットバズーカを受け、破壊された。原案は『マーズ』の六神体ラー、および実写版『ジャイアントロボ』のガンモンスとグローバー。
ウラエヌス
オロシャのイワンが操る土偶型ロボット。可動部分は少ないが、強力なビーム砲を内蔵する。イワンの運転する自動車が変形し、コクピットとなる。ジャイアントロボに敗れ、イワンも死亡した。ニュータイプ100%コミックス版では、精密なセンサーを持っていたが、天鬼の「忍法・布砦」は見破れなかった。原案は『マーズ』に登場したロボット、シン。
GR2（ジーアールツー）
ジャイアントロボの兄弟機で、水中戦用に特化している。頭部の巨大な三日月形の角を衝角のようにして突進する体当たりと、ロケットパンチを使う。眩惑のセルバンテスに操られ、GR1 = ジャイアントロボと戦闘したが、体当たりを仕掛けた際に角を掴まれ、至近距離からロケットバズーカを受けて撃破された。原案は『ジャイアントロボ』のGR2。
GR3（ジーアールスリー）（※）
ジャイアントロボの兄弟機で空中戦特化型。飛行しながら指先から攻撃する。原案は『ジャイアントロボ』のGR3。
GR4 （ジーアールフォー）（※）
新作100％コミック版にしか登場しないジャイアントロボの弟、原点は、特撮版の殺人兵器カラミティ。

巨大黄金仏像ビッグゴールド
マスク・ザ・レッドが使役する巨大な人型の岩石生命体。ロボットではないため、アンチ・シズマ・フィールド内でも活動が可能。胸部にマスク・ザ・レッドが融合する事で頭脳の役割を果たす。本編最終話では銀鈴のテレポートに巻き込まれた挙句、血風連に足場にされてしまっている。原案は『仮面の忍者 赤影』の金目像。デザインは同特撮版より。
三つの護衛団
原案はそれぞれ『バビル2世』の3つの僕（ロプロス、ポセイドン、ロデム）。いずれもアンチ・シズマ・フィールド内での活動が可能。
ガルーダ
巨大な怪鳥ロボット。動力は不明。大怪球を追跡していたカワラザキと幽鬼の乗る大凧を、超音波のようなもので破壊した。
ネプチューン
水中での機動性に優れた巨大人型ロボット。帆を被って巨大な錨を引きずっている。動力は不明。海中に潜み、泳いで大怪球を追跡していた残月を捕獲した。
アキレス
不定形生命体で普段は黒豹の姿をしている。液状になって相手を拘束する「アキレスの檻」を使い、十常侍やサニーを捕獲した。が、カワラザキ曰く「その気になれば突破は簡単」。

維新竜・暁（いしんりゅう・あかつき）
装甲列車に擬装されたヘビ状の怪ロボット。多数の小型ヘリコプターを搭載しており、アンチ・シズマ管奪回の為、最初はヘリ群で銀鈴・鉄牛・シズマ博士の乗る列車を襲撃、小型ヘリコプター群は主として鉄牛に破壊され、続いて維新竜・暁での直接襲撃にかかる。胴体や腕の巨大な丸鋸が武器。C級工作員リーダーが操ったが、ロボに撃破される。
維新竜・白瀧（いしんりゅう・しらたき）
ニュータイプ100%コミックス版と小説版のみ登場する機体で、暁の尾部が分離したロボット。

ギャロップ
幻夜が使役する首長竜型の巨大ロボット。全身を細かいユニットに分割して別個に行動する機能を持ち、独特の召喚ポーズに応えて飛来する。オープニングでは全身が描かれていたが、本編ではカエルに似た頭部のみ登場。鉄牛を押しつぶして重傷を負わせた後、口内の吸引機で銀鈴の捕獲を試みるも、ジャイアントロボに押さえ込まれ、肩部・胸部ミサイルのゼロ距離射撃を受け爆発した。原案は『鉄人28号』のギャロン。
人工生命体
大怪球を追跡していた十常寺の前に4体同時に現れる。巨大な鉄球を振り回し、十常寺に襲いかかるが、一蹴され土に還った。原案は『バビル2世』に登場した人造人間バラン。
催眠生物ライト
大怪球を追跡中の幽鬼とカワラザキを追っていた巨大生物。ぼんやりと不気味に発光する、ヘドラに似た軟体動物のような姿。その名の通り催眠攻撃を仕掛けていたようだが、十傑集クラスには通用せず、幽鬼の群雲虫に敗れる。
人造人間モンスター（※）
原案は『鉄人28号』の人造人間モンスター。十常寺と一緒に強盗行為を行っている。『青い瞳の銀鈴』では、シュワルツが遺跡で開発し、「わが息子」と呼んでいる。
ウェラヌス（※）
原案は『マーズ』の六神体の一つ。ニュータイプ100%コミックス版にも登場。激動たるカワラザキが念動力で操るロボットで、バシュタール現象下でも行動可能。猛吹雪を起こす能力を持つ。RED版では梁山泊を強襲する白昼の残月が操る三体のロボの一体として登場。
ガイアー（※）
『マーズ』のガイアーが原案。光の球を飛ばす。話が進むにつれ球の数が多くなっていく。
サターン（※）
原案は『鉄人28号』の同名ロボット。角が生えた鋼鉄の塊。
バッカス（※）
原案は『鉄人28号』の同名ロボット。鼻のない顔の、のっぺりした人間のような姿。
ロビー（※）
原案は『鉄人28号』の同名ロボット。頭でっかちの火星人のようなロボットで、相当数が量産されていた。
ファイア二世
原案は『鉄人28号』のファイア二世。カニのような特徴的な髪形をしており、OPでは指先からの熱線で攻撃する。エピソード６では十常寺により起動するが、直後にアンチシズマドライブによって停止させられる。エピソード６登場時には背中に巨大なシズマドライブが4本ある。
ブラックオックス（※）
原案は『鉄人28号』のブラックオックス。深夜の町に出現した。
モンスター
原案は『鉄人28号』のモンスター。OPでは空中から爆撃を敢行する。エピソード６では十常寺により起動するが、直後にアンチシズマドライブによって停止させられる。
怪ロボット（※）
1号

2号

3号

JINTETSU（じんてつ）
『鉄腕GinRei』に登場。原案は『鉄人28号』から。BF（ブルーフラワー）団が国際警察機構からスカウトした大作用に開発したもの。操縦者は格子模様のブレザーの着用が必要。デザインは石川賢が担当した。
四身合体ズーマー（よんしんがったいズーマー）
『FINAL FIGHT』に登場。イエローコスモス、ブラックパンジー、胡蝶蘭、ホワイトチューリップの4体が合体したBF団の最終兵器。合体時や必殺技のリボルバーアタック時に中央部以外の部分が回転するので、中央部にいる幻夜以外の搭乗員は目が回ってしまい、気分が悪くなってしまう。名前の原案は『六神合体ゴッドマーズ』から。機体を構成する4体は、いずれも花の名前から採られている。
イエローコスモス
『FINAL FIGHT』に登場したイワン操縦のイワン型ロボット。必殺技は頭が光るフラッシュヘッドビーム（要するに“ハゲ光線”）や、高アルコール度数の酒を浴びせ、火を点けるスピリタスボム。
ブラックパンジー
『FINAL FIGHT』に登場したアルベルト操縦のアルベルト型ロボット。タバコの煙を相手に浴びせる煙草吸いまくり攻撃や、女性が嫌悪しそうなセクハラ言葉攻撃などのオヤジ攻撃が得意で、セクハラ言葉攻撃には中条長官達も敵ながら感心していた。
胡蝶蘭（こちょうらん）
『FINAL FIGHT』に登場したコ・エンシャク操縦のエンシャク型ロボット。陰険上目遣いが必殺技だが、日頃視線に晒されることに慣れている銀鈴には全く効かず、映像も無いので存在感はほとんどなかった。
ホワイトチューリップ
『FINAL FIGHT』に登場した幻夜操縦の幻夜型ロボット。銀鈴に先制攻撃を受けたため、必殺技は不明。合体時にはズーマーの中央部に位置し、司令塔となる。

## 発売リスト
（）内は発売日
1. <Episode：1>「黒いアタッシュケース」（1992年7月23日）
2. <Episode：2>「バシュタールの惨劇」（1993年2月21日）
3. <Episode：3>「発令! 電磁ネット・ワイヤー作戦 上海に墜つ…」（1993年8月21日）
4. <Episode：4>「豪傑たちの黄昏 〜勝利の鐘、未だ響かず〜」 （1994年1月21日）
5. <Episode：5>「真実のバシュタール! 〜過ぎ去りし少年のあの日々…〜」（1994年10月22日）
6. <Episode：6>「罪と罰 〜全てはビッグ・ファイアのために〜」（1995年6月25日）
7. <Last Episode>「大団円 〜散りゆくは、美しき幻の夜〜」（1998年1月25日）

## 制作
プロデューサーの山木泰人は『宇宙戦艦ヤマト 完結編』のスピンオフ作品『デスラーズ・ウォー』を制作していたが、お蔵入りとなる。しかし同作のために多くのスタッフへすでに声をかけていたため、何もしないのはもったいないとして本作の企画が始まる。『ヤマト』の代替として当時のメカものにおける主流だったロボットアニメを選択した。当初山木は『鉄人28号』の制作を思い立ったが、同作は何度もリメイクされているのに対し、『ジャイアントロボ』は実写版の再放送はあれどアニメのリメイクが存在しない点に着目し題材に選んだという。予算超過があり3年ほど動きはなかったが、山木が『超神伝説うろつき童子』を担当中、日本コロムビアからアミューズビデオへ移籍した宮下昌幸に声をかけられ企画が再開する。
最初に決定したスタッフは監督の今川泰宏。山木はスター・システムを導入し横山光輝作品のキャラクターを登場させるつもりだったが、今川はキャラクターをそのまま登場させたいと考えていた。一部キャラクターは横山の確認のもとアレンジが施された。
今川の次にイメージ・コンセプト・デザインとして小林誠がスタッフに加わる。キャラクターデザインである窪岡俊之と山下明彦の起用について山木は、キャラクターを立体で動かす技術によって横山キャラを描いたことがよかったのではないかと回想している。スペシャル・ゲストキー・アニメーターのうち、庵野秀明はどこからか作品のうわさを聞きつけ自ら声をかけてきた。山木は増尾昭一を呼んだ経緯を失念したようだが、エフェクトの技術とセンスに優れたアニメーターであるため参加を打診し。『ヤマト』にて山木と交流のあったSF作家の川又千秋はシズマドライブの設定を制作した。題字担当である津田貞巌は山木の妻の友人の夫というつながりである。
エピソード1の脚本担当だった山本英明が途中で死去。後を引き継いだ担当者たちの名前を合わせたものが、エピソード1の脚本にクレジットされた松山英一である。
音楽は天野正道によるもの。常任指揮者を務めたワルシャワ・フィルハーモニー管弦楽団によりフルオーケストラで演奏され、のちに交響組曲「GR」として管弦楽・吹奏楽編成による編曲もされた。特に吹奏楽版『交響組曲第2番「GR」より』、『「GR」より シンフォニック・セレクション』などは、作品本編のリリース終了後にも吹奏楽コンクールなどでしばしば演奏されている。全7作いずれも異なる楽曲が作られた一方、本編では主題歌・ポピュラー系挿入歌が存在しない（クラシック系歌曲は数曲ある）。作画および音楽へのこだわりが資金・製作時間を圧迫し完結まで長期間を要する原因となった。

## スタッフ
|                                      | Episode：1                                                  | Episode：2                                                  | Episode：3                                                  | Episode：4                                                  | Episode：5                                                  | Episode：6                                                  | Last Episode                                                |
| ------------------------------------ | ----------------------------------------------------------- | ----------------------------------------------------------- | ----------------------------------------------------------- | ----------------------------------------------------------- | ----------------------------------------------------------- | ----------------------------------------------------------- | ----------------------------------------------------------- |
| 製作                                 | 宮下昌幸 鵜之澤伸                                           | 宮下昌幸 鵜之澤伸                                           | 宮下昌幸 鵜之澤伸                                           | 宮下昌幸 鵜之澤伸                                           | 宮下昌幸 鵜之澤伸                                           | 宮下昌幸 鵜之澤伸                                           | 宮下昌幸 渡辺繁                                             |
| 企画・総合プロデューサー             | 山木徳登                                                    | 山木徳登                                                    | 山木徳登                                                    | 山木泰人                                                    | 山木泰人                                                    | 山木泰人                                                    | 山木泰人                                                    |
| 原作                                 | 横山光輝                                                    | 横山光輝                                                    | 横山光輝                                                    | 横山光輝                                                    | 横山光輝                                                    | 横山光輝                                                    | 横山光輝                                                    |
| 作曲・編曲・指揮                     | 天野正道                                                    | 天野正道                                                    | 天野正道                                                    | 天野正道                                                    | 天野正道                                                    | 天野正道                                                    | 天野正道                                                    |
| 演奏                                 | ポーランド国立 ワルシャワ・フィルハーモニック・オーケストラ | ポーランド国立 ワルシャワ・フィルハーモニック・オーケストラ | ポーランド国立 ワルシャワ・フィルハーモニック・オーケストラ | ポーランド国立 ワルシャワ・フィルハーモニック・オーケストラ | ポーランド国立 ワルシャワ・フィルハーモニック・オーケストラ | ポーランド国立 ワルシャワ・フィルハーモニック・オーケストラ | ポーランド国立 ワルシャワ・フィルハーモニック・オーケストラ |
| 脚本                                 | 今川泰宏 松山英一                                           | 今川泰宏                                                    | 今川泰宏                                                    | 今川泰宏                                                    | 今川泰宏                                                    | 今川泰宏                                                    | 今川泰宏                                                    |
| コンセプト・ストーリー               | 今川泰宏 山木徳登                                           | 今川泰宏 山木徳登                                           | 今川泰宏 山木徳登                                           | 今川泰宏 山木泰人                                           | 今川泰宏 山木泰人                                           | 今川泰宏 山木泰人                                           | 今川泰宏 山木泰人                                           |
| イメージ・コンセプト・デザイン       | 小林誠                                                      | 小林誠                                                      | 小林誠                                                      | 小林誠                                                      | 小林誠                                                      | 小林誠                                                      | 小林誠                                                      |
| 絵コンテ                             | 山下明彦 片山一良 窪岡俊之 今川泰宏                         | 山下明彦 片山一良 今川泰宏                                  | 山下明彦 樋口真嗣 今川泰宏                                  | 今川泰宏 山下明彦                                           | 片山一良                                                    | 片山一良                                                    | 山下明彦 今川泰宏                                           |
| キャラクター・デザイン               | 窪岡俊之 山下明彦                                           | 窪岡俊之 山下明彦                                           | 窪岡俊之 山下明彦                                           | 窪岡俊之 山下明彦                                           | 窪岡俊之 山下明彦 小曽根正美                                | 窪岡俊之 山下明彦 小曽根正美                                | 窪岡俊之 山下明彦 小曽根正美                                |
| 作画監督                             | 窪岡俊之 山下明彦                                           | 窪岡俊之 山下明彦                                           | 山下明彦 羽山賢二                                           | 山下明彦 水田麻里                                           | 山下明彦                                                    | 山下明彦 さとうけいいち 鉄羅紀明                            | 山下明彦 小曽根正美 橋本義美                                |
| スペシャル・ゲストキー・アニメーター | 庵野秀明 増尾昭一 前田真宏                                  | 庵野秀明 増尾昭一                                           | 増尾昭一 庵野秀明 佐野浩敏                                  | 増尾昭一 庵野秀明                                           | 庵野秀明                                                    | 増尾昭一 庵野秀明                                           | N/A                                                         |
| SF設定協力                           | 川又千秋                                                    | 川又千秋                                                    | 川又千秋                                                    | 川又千秋                                                    | 川又千秋                                                    | 川又千秋                                                    | N/A                                                         |
| メカ設定                             | 渡部隆                                                      | 渡部隆                                                      | 渡部隆                                                      | 渡部隆                                                      | 渡部隆 片山一良                                             | 渡部隆 片山一良 さとうけいいち                              | N/A                                                         |
| 美術監督                             | 小倉宏昌                                                    | 菊地正典                                                    | 竹田悠介                                                    | 加藤浩 荒井賢                                               | 太田大                                                      | 太田大                                                      | 竹田悠介                                                    |
| 撮影監督                             | 安原吉晃                                                    | 安原吉晃                                                    | 安原吉晃                                                    | 安原吉晃                                                    | 安原吉晃                                                    | 安原吉晃                                                    | 安原吉晃                                                    |
| 音響監督                             | 本田保則                                                    | 本田保則                                                    | 本田保則                                                    | 本田保則                                                    | 本田保則                                                    | 鶴岡陽太                                                    | 伊達憲星                                                    |
| 音楽設計                             | 鶴岡陽太                                                    | 鶴岡陽太                                                    | 鶴岡陽太                                                    | 鶴岡陽太                                                    | 鶴岡陽太                                                    | N/A                                                         | N/A                                                         |
| 音響効果                             | 今野康之（スワラ・プロ）                                    | 今野康之（スワラ・プロ）                                    | 今野康之（スワラ・プロ）                                    | 今野康之（スワラ・プロ）                                    | 今野康之（スワラ・プロ）                                    | 今野康之（スワラ・プロ）                                    | 今野康之（スワラ・プロ）                                    |
| 録音                                 | 阿部幸男                                                    | 阿部幸男                                                    | 阿部幸男                                                    | 阿部幸男                                                    | 阿部幸男                                                    | 阿部幸男                                                    | 阿部幸男                                                    |
| 編集                                 | 西山茂                                                      | 西山茂                                                      | 西山茂                                                      | 西山茂                                                      | 西山茂                                                      | 西山茂                                                      | 西山茂                                                      |
| プロデューサー                       | 中澤稔 高梨実 大西敏樹                                      | 中澤稔 高梨実 大西敏樹                                      | 河野秀雄 高梨実 村上恒一                                    | 河野秀雄 高梨実 村上恒一                                    | 河野秀雄 高梨実 星野達也                                    | 河野秀雄 松本健                                             | 財前健一郎 松本健 大西敏樹                                  |
| アニメーション・ディレクター         | 片山一良                                                    | 片山一良                                                    | 片山一良                                                    | 牧野滋人                                                    | 片山一良                                                    | 高瀬節夫                                                    | 浦田保則                                                    |
| アニメーション制作                   | （株）ムー・フィルム                                        | （株）ムー・アニメーション・スタジオ                        | （株）ムー・アニメーション・スタジオ                        | （株）ムー・アニメーション・スタジオ                        | （株）ジュピター・フィルムズ                                | （株）フェニックス・エンタテインメント                      | （株）フェニックス・エンタテインメント                      |
| 製作                                 | （株）アミューズビデオ （株）バンダイ                       | （株）アミューズビデオ バンダイビジュアル（株）             | （株）アミューズビデオ バンダイビジュアル（株）             | （株）アミューズビデオ バンダイビジュアル（株）             | （株）アミューズビデオ バンダイビジュアル（株）             | （株）アミューズビデオ バンダイビジュアル（株）             | （株）アミューズビデオ バンダイビジュアル（株）             |
| 監督                                 | 今川泰宏                                                    | 今川泰宏                                                    | 今川泰宏                                                    | 今川泰宏                                                    | 今川泰宏                                                    | 今川泰宏                                                    | 今川泰宏                                                    |

## 関連作品

### 外伝

#### OVA
- 素足のGinRei EPISODE:1〜盗まれた戦闘チャイナを探せ大作戦!!（1994年）※本編第4巻と5巻との間に発売
- 鉄腕GinRei EPISODE:23〜禁断の果実を奪還せよ極楽大作戦!!（1995年）※本編第5巻と6巻との間に発売
  - 主題歌「LOVE FIGHT」
    - 作詞：岩里祐穂 作・編曲：天野正道 唄：島本須美
- 青い瞳の銀鈴「GinRei with blue eyes」（1995年）※本編第6巻と7巻の間に発売

本編の予算不足を解消すべく、ライトだが稼げる作品にするという意向で制作したが、想定以上に費用がかさみほとんど儲けは出なかった。第4作「宇宙刑事銀鈴」の企画も存在したがお蔵入りとなった。
『素足』『鉄腕』はいずれもパラレルワールドのコメディ作品で、CDドラマと合わせ仮想TVシリーズ作品として制作された。『青い瞳』は一転してシリアスな作風となり銀鈴たちが大作に出会う前の話となっている。『素足』（『青い瞳』も担当）の監督を務めたもりたけしは、当初本編のパラレルワールドにするつもりはなく、エンディングで大作と村雨が一緒にいるシーンを描いたために、結果的にそうなってしまったとコメンタリーで語っている（本編における大作は梁山泊で村雨と再会するまで、誕生編におけるセルバンテスとの戦闘で殉職したと思っていた）。

##### 外伝スタッフ
|                                   | 素足のGinRei                                                | 鉄腕GinRei                                                  | 青い瞳の銀鈴                                                |
| --------------------------------- | ----------------------------------------------------------- | ----------------------------------------------------------- | ----------------------------------------------------------- |
| 製作                              | 宮下昌幸 渡辺繁                                             | 宮下昌幸 渡辺繁                                             | 宮下昌幸 渡辺繁                                             |
| 総合プロデューサー                | 山木泰人                                                    | 山木泰人                                                    | 山木泰人                                                    |
| 原作                              | 横山光輝                                                    | 横山光輝                                                    | 横山光輝                                                    |
| 作曲・編曲・指揮                  | 天野正道                                                    | 天野正道                                                    | 天野正道                                                    |
| 演奏                              | ポーランド国立 ワルシャワ・フィルハーモニック・オーケストラ | ポーランド国立 ワルシャワ・フィルハーモニック・オーケストラ | ポーランド国立 ワルシャワ・フィルハーモニック・オーケストラ |
| 企画                              | 山木泰人 河野秀雄 高梨実                                    | 山木泰人 河野秀雄 高梨実                                    | 山木泰人 河野秀雄 高梨実                                    |
| 脚本                              | 上田浩 杉谷祐                                               | 横手美智子                                                  | 横手美智子                                                  |
| 絵コンテ                          | もりたけし                                                  | 飯田馬之介                                                  | もりたけし 羽山賢二                                         |
| アニメーション・ディレクター      | 吉川浩司                                                    | N/A                                                         | 杉山慶一                                                    |
| 演出                              | N/A                                                         | 杉山慶一                                                    | N/A                                                         |
| キャラクター・デザイン            | 窪岡俊之 山下明彦 水田麻里                                  | 窪岡俊之 山下明彦 高見明男                                  | さとうけいいち 山下明彦 窪岡俊之                            |
| スペシャルゲスト メカ・デザイナー | N/A                                                         | 石川賢                                                      | N/A                                                         |
| メカニック・デザイン              | N/A                                                         | 鉄羅紀明 片山一良                                           | N/A                                                         |
| 作画監督                          | 小曽根正美                                                  | 下根敬二 鉄羅紀明                                           | さとうけいいち                                              |
| 美術監督                          | 加藤浩                                                      | 加藤浩                                                      | 古賀徹                                                      |
| 撮影監督                          | 斉藤豊                                                      | 安原吉晃                                                    | 安原吉晃                                                    |
| 音響監督                          | 本田保則                                                    | 鶴岡陽太                                                    | 鶴岡陽太                                                    |
| 音楽設計                          | 鶴岡陽太                                                    | N/A                                                         | N/A                                                         |
| 音響効果                          | スワラ・プロ                                                | 今野康之                                                    | 今野康之                                                    |
| 録音                              | 阿部幸男                                                    | 阿部幸男                                                    | 阿部幸男                                                    |
| 編集                              | 西山茂                                                      | 西山茂                                                      | 西山茂                                                      |
| プロデューサー                    | 松本健                                                      | 松本健                                                      | 大西敏樹 松本健                                             |
| アニメーション制作                | （株）ムー・アニメーション・スタジオ                        | （株）フェニックス・エンタテインメント                      | （株）フェニックス・エンタテインメント                      |
| 製作                              | （株）アミューズビデオ バンダイビジュアル（株）             | （株）アミューズビデオ バンダイビジュアル（株）             | （株）アミューズビデオ バンダイビジュアル（株）             |
| 監督                              | もりたけし                                                  | 飯田馬之介                                                  | もりたけし                                                  |

#### CDドラマ
- FINAL FIGHT EPISODE:24〜あゝ慕情! 大空へ羽ばたく栄光の翼
  - 『鉄腕GinRei』の続編。物語開始前と途中にはCM、巻末には銀鈴たちの留守電メッセージが収録されている。

### 小説
- 角川スニーカー文庫 ジャイアントロボ　地球が静止する日（全1巻、未完）
  - 原作：横山光輝 監修：今川泰宏 著作：山口宏 発行：角川書店
  - 初版発行：1993年10月 ISBN 4-04-413104-X
  - 巻末では中巻、下巻へと続く予定とされているが、未刊。

### 漫画
- ニュータイプ100%コミックス ジャイアントロボ（全2巻）
  - 原作：横山光輝 脚本：今川泰宏 漫画：水田麻里 プロデューサー：山木泰人 連載：『コミックGENKi』 発行：角川書店
  - 1巻 初版発行：1992年8月 ISBN 4-04-852343-0
  - 2巻 初版発行：1993年9月 ISBN 4-04-852441-0

主にバシュタールの惨劇やフォーグラー博士の真意、「アンチ・シズマドライブ」関係の設定がアニメとは大きく異なる。
バシュタールの惨劇前には次世代のエネルギーとしてシズマ博士とフォーグラー博士の開発したドライブが競い合っており、そこでフォーグラー博士が功を焦って自分のドライブの実験を強行した事がバシュタールの惨劇を招いたというのが通説であった。
しかし真相は功を焦ったシズマ博士らがフォーグラー博士の反対を押し切って自分のドライブの実験を強行した結果がヴァシュタールの惨劇であり、フォーグラーはその結果を自ら製作したドライブに反映させる事でお互いを補い合って新たなエネルギーを作り出せる事をシズマに伝えて犠牲となった。
つまりバシュタールの惨劇を引き起こした「アンチ・シズマドライブ」とは「シズマ博士が作り出したドライブ」であり、作品世界で使われている『シズマドライブ』は「フォーグラー博士の作り出したドライブをベースにバシュタールの惨劇で得られたデータを反映させてシズマ博士が完成させたもの」である。
しかし幻夜は通説通りバシュタールの惨劇を引き起こしたのが「父親の作ったドライブ」だと思い込み、その3本のドライブを「アンチ・シズマドライブ」として集めBF団の力を得て「地球の静止作戦」を引き起こしたのだった。
それはあくまでも父親が正しかった事を証明したい一心からのものであったが、瀕死の銀鈴の言葉で真実を知った幻夜は、一瞬だけ全世界がバシュタール現象で覆われた瞬間、妹と共に命と引き替えに全てを宇宙に飛ばす。
そしてBF団の策士・諸葛亮孔明はその真意をいぶかる樊瑞に対し「作戦の成功」を告げる。「地球静止作戦」の本当の目的は「シズマドライブを超える超エネルギーを有する施設、すなわちバベルの塔」を探すためであり一瞬のバシュタール現象でもエネルギーを失わなかった地点にバベルの塔がある事を確信したのだった。
- ジャイアントロボ 誕生編（全1話、未完）
  - 原作：横山光輝 作画：富士原昌幸 脚本：伊達憲星 キャラクターデザイン：山下明彦、窪岡俊之 掲載：英知出版『トラマガ』vol.3
- ジャイアントロボ 地球の燃え尽きる日
  - 原作：横山光輝 脚本：今川泰宏 漫画：戸田泰成 連載：秋田書店『チャンピオンRED』
  - 元々の構想通り、「誕生編」から連載が開始され、2011年4月号まで連載された。『地球が静止する日』とは細部で設定が異なる作品となっているが、その理由は作中終盤で明かされる。
- ジャイアントロボ バベルの籠城
  - 原作：横山光輝 脚本：今川泰宏 漫画：戸田泰成 連載：秋田書店『チャンピオンRED』
  - 『地球の燃え尽きる日』の続編。前作から10年後の世界が舞台となっている。

### ゲーム
- ジャイアントロボ THE ANIMATION 地球が静止する日
  - 対応機種：PlayStation 2 ジャンル：対戦アクション 発売：ディースリー・パブリッシャー
  - 発売日：2004年11月3日 小売価格：6,090円（消費税込み）
  - リマスター版DVDとほぼ同時期に発売されたもので、DVDの第4巻にもプロモーションビデオが収録されているが、その映像のナレーションで大作の名前を「風間大作」と間違えている。
- スーパーロボット大戦シリーズ参戦作
  - スーパーロボット大戦α
  - スーパーロボット大戦α for Dreamcast
  - スーパーロボット大戦64

## 関連商品

### DVD
- ジャイアントロボ THE ANIMATION-地球が静止する日- DVD GIGA PREMIUM COLLECTION
  - 発売：アミューズ 発売日：2000年3月24日 品番：ASBY-1600
  - I - VIIまでを完全収録したDVD-BOX。特典ディスクにはオーディオ・コメンタリー、TV/CF集、未公開映像、アメリカ・イタリア版のトレイラーを収録。
- ジャイアントロボ PREMIUM REMASTER EDITION GR-1 - 5
  - 発売：東芝エンタテインメント 発売日：2004年9月24日（GR-1/2）、同年10月22日（GR-3/4）、同年11月26日（GR-5）
  - オリジナルのネガフィルムをリマスタリングし、以前の技術では取り除けなかった映像のゴミや汚れを除去して、画質を向上させたもの。GR-1 - 4は本編、5は初DVD化の外伝のGinReiシリーズ3作品を収録。特典映像には、ワルシャワフィルのパフォーマンス映像や、キャラクター名鑑などを初収録している。
- ジャイアントロボ THE ANIMATION 地球が静止する日 CUSTOM COMPOSITE BOX
  - 発売：アミューズ 発売日：2009年1月23日 品番：ASBP-4258
  - 以前に発売された「PREMIUM REMASTER EDITION」の1-4を新装したBOXに収めたもの。廉価版で内容に変更はないが、外伝は収録されていない。

### Blu-ray Disc
- ジャイアントロボ THE ANIMATION-地球が静止する日- アルティメットBlu-ray BOX
  - 発売：フロンティアワークス 販売：KADOKAWA（メディアファクトリーBC） 発売日：2012年10月26日 品番：MFXA-9001
  - I - VIIまでを完全収録したBlu-ray BOX。本編映像はオリジナルネガフィルムから4KフィルムスキャニングによるHDリマスターを行い、過去のDVDやDVD-BOXに収録されていた映像特典もSDアップコンバートを施し音声特典と共に完全収録。音声についてはオリジナル音源マスター散逸によるため、DVD版マスター音源を使用している。またサウンドトラックを24bit/96kHzの高音質で収録する（ただしOVA音源同様、サントラ音源原盤も行方不明な為、既発売CDからのリマスタリングによる）。封入特典として100ページの解説書「GR計画書」を同梱[10]。

### 書籍
- This is animation Special ジャイアントロボ 地球が静止する日
- 完全収録 ジャイアントロボ
- ジャイアントロボ 地球が静止する日 絵コンテ集
- GinRei 銀鈴 ジャイアントロボ・オフィシャルアートブック
- ジャイアントロボ・アニメーション原画資料本
  - アニメーション制作を担当したフェニックス・エンタテインメントが、ファンクラブ向けに発行したオフィシャル同人誌。
- ジャイアント・ロボ 地球が静止する日 設定資料集/設定資料集 Vol.0/設定資料集 Ver.00
  - 上記と同じオフィシャル同人誌。
- ジャイアントロボ 地球が静止する日 完全設定資料集

### CD
- ジャイアントロボ THE ANIMATION -地球が静止する日 オリジナルサウンドトラック
  - 作品ごとに、I - VIIの7枚が発売された。III・VIには未使用曲を収録。I・IIは廉価版が出ている。III - VIIは、後述のGinReiシリーズのサントラの楽曲やボーナストラックが追加され、前述のCDドラマも含めてキュー・エル・エムから再発されている。
- 管弦楽曲ジャイアント・ロボI
  - 「I」で使用された楽曲を管弦楽曲に仕上げたもの。廉価版で再発されている。
- LOVE FIGHT GinRei Music Collection
  - 外伝のGinReiシリーズ『素足のGinRei』『鉄腕GinRei』の音楽集。
- ジャイアントロボ外伝 青い瞳の銀鈴 オリジナルサウンドトラック
  - 外伝『青い瞳の銀鈴』のサントラ。
- 交響組曲第2番「GR」[11]
- 交響組曲第2番「GR」より
  - 浜松交響吹奏楽団オリジナルアルバム。作曲者自身が、交響組曲第2版「GR」（管弦楽版）を再構成し吹奏楽用に編曲した同名楽曲を含む。CAFUAレコードから発売されている。[12]
- 「GR」より シンフォニック・セレクション 〜明日への希望
  - 浜松交響吹奏楽団オリジナルアルバム。浜松交響吹奏楽団音楽監督である浅田享が、サントラ収録曲の中から抜粋し構成したアイデアを基に、作曲者自身が大規模吹奏楽編成用に編曲を行った[13]『「GR」より シンフォニック・セレクション』と、サントラVIの収録曲である「明日への希望」を作曲者自身が吹奏楽用に編曲し、『「GR」より』の名を冠した同名楽曲の計2曲を含む。CAFUAレコードから発売されている。[14]
- 「GRより　シンフォニック・セレクション」（ワルシャワ・フィル版）
  - 上記、吹奏楽版の構成を基に管弦楽用に編曲したもの。
- MASAMICHI AMANO SYMPHONIC SUITE Selection -天野正道 交響組曲セレクション-　
  - GRシリーズの楽曲を基にした2番「トレイン・チェイスエディション」、3番「GRより」ほか、全3曲の交響組曲を収録。指揮は天野正道が担当し、ワルシャワフィルが演奏している。